# 제8회 카를로비바리 국제 영화제
제8회 카를로비바리 국제 영화제는 1954년 7월 11일에 열린 시상식이다.

## 수상 및 후보

### 대상(장편)
- True Friends - Michail Kalatozov 수상
- 솔트 오브 어스 - Herbert J. Biberman 수상

### 감독상(장편)
- Song of the Sea - Alberto Cavalcanti 수상

### 여우주연상(장편)
- 솔트 오브 어스 - Rosaura Revueltasová 수상

### 남우주연상(장편)
- On Trial - 샤를 바넬 수상

### 다큐멘터리상
- Lev Tolstoj - Samuil Bubrik 수상